# Gastón Lobos
Luis Gastón Lobos Barrientos (Río Bueno, Chile, 15 de noviembre de 1926 - detenido desaparecido desde el 5 de octubre de 1973) fue un parlamentario en ejercicio que fue detenido y desaparecido por la dictadura cívico-militar de Augusto Pinochet. 
Militante del Partido Radical de Chile, había sido elegido diputado en marzo de 1973, por la Vigesimoprimera Agrupación Departamental, que comprendía los entonces departamentos de Temuco, Lautaro, Imperial, Pitrufquén y Villarrica, para el periodo 1973-1977.

## Biografía
De profesión Contador, ingresó al Partido Radical de Chile en 1945, desempeñando diversos cargos en esa colectividad. 
Afincado en la Araucanía, ejerció diversas actividades públicas, entre ellas fue presidente del Consejo de Turismo de Temuco, presidente de la Junta Nacional de Auxilio Escolar y Becas de Cautín; presidente de la Cruz Roja de Pitrufquén 1960-1961, Director de la 1ª Compañía de Bomberos de Pitrufquén y Superintendente del Cuerpo de Bomberos de esa ciudad, presidente del Consejo de Crédito Mapuche del Banco del Estado de Chile y consejero de la Junta de Desarrollo Industrial Bío Bío, Malleco y Cautín.
El Presidente Salvador Allende lo nombró Intendente de Cautín, cargo que ejerció entre el 18 de noviembre de 1970 y el 8 de noviembre de 1972, fecha en la que renunció para presentarse como candidato a diputado en las elecciones de marzo de 1973.
Ejerció como diputado hasta el golpe de Estado del 11 de septiembre de 1973, siendo detenido por primera vez el 13 de septiembre del mismo año. Esta detención fue realizada por Carabineros de Pitrufquén, quienes lo trasladaron a la Segunda Comisaría de Temuco y se dispuso su arresto domiciliario. Finalmente el 5 de octubre de 1973 fue nuevamente sacado de su hogar por Carabineros, ignorándose su paradero desde entonces.
Le sobreviven su cónyuge, Irma Felber Minder, con quien se casó el 12 de noviembre de 1955 en la ciudad de Pitrufquén, y sus cuatro hijos: Irma Gina, Marianela, Marcela Lobos Felber y Gastón Roberto y (Nelly Sofía Lobos Salvo nacida en Temuco y reconocida por su padre Gastón Lobos quien vivió sus primeros años en Temuco en la casa de su Abuela Paterna Sofía) quien fue concejal de la ciudad de Temuco entre 1996 y 2000.

## Historial electoral

### Elecciones parlamentarias de 1973
- Elecciones parlamentarias de 1973 para la Provincia de Cautín.[6]